# Jaapiella thalictri
Jaapiella thalictri är en tvåvingeart som först beskrevs av Ewald Rübsaamen 1895.  Jaapiella thalictri ingår i släktet Jaapiella och familjen gallmyggor. Inga underarter finns listade i Catalogue of Life.